# Omeisaurus junghsiensis
Omeisaurus junghsiensis es la especie tipo del género extinto Omeisaurus ("lagarto de Omei"), un dinosaurio saurópodo eusaurópodo que vivió de mediados a finales del período Jurásico, hace aproximadamente entre 163 a 145 millones de años, desde el Oxfordiense y el Tithoniense, en lo que es hoy Asia.Su espécimen tipo es IVPP, un esqueleto parcial, fue encontrado en Hsikuashan, Junghsien, en una arenisca de origen fluvial o lacustre jurásica en la Formación Shaximiao de China.